# Leucadendron tinctum
Leucadendron tinctum är en tvåhjärtbladig växtart som beskrevs av I. Williams. Leucadendron tinctum ingår i släktet Leucadendron och familjen Proteaceae. Inga underarter finns listade i Catalogue of Life.